# Giovanni Girolamo Saccheri
Giovanni Girolamo Saccheri (n. 5 septembrie 1667 – d. 25 octombrie 1733) a fost un preot iezuit și matematician italian.

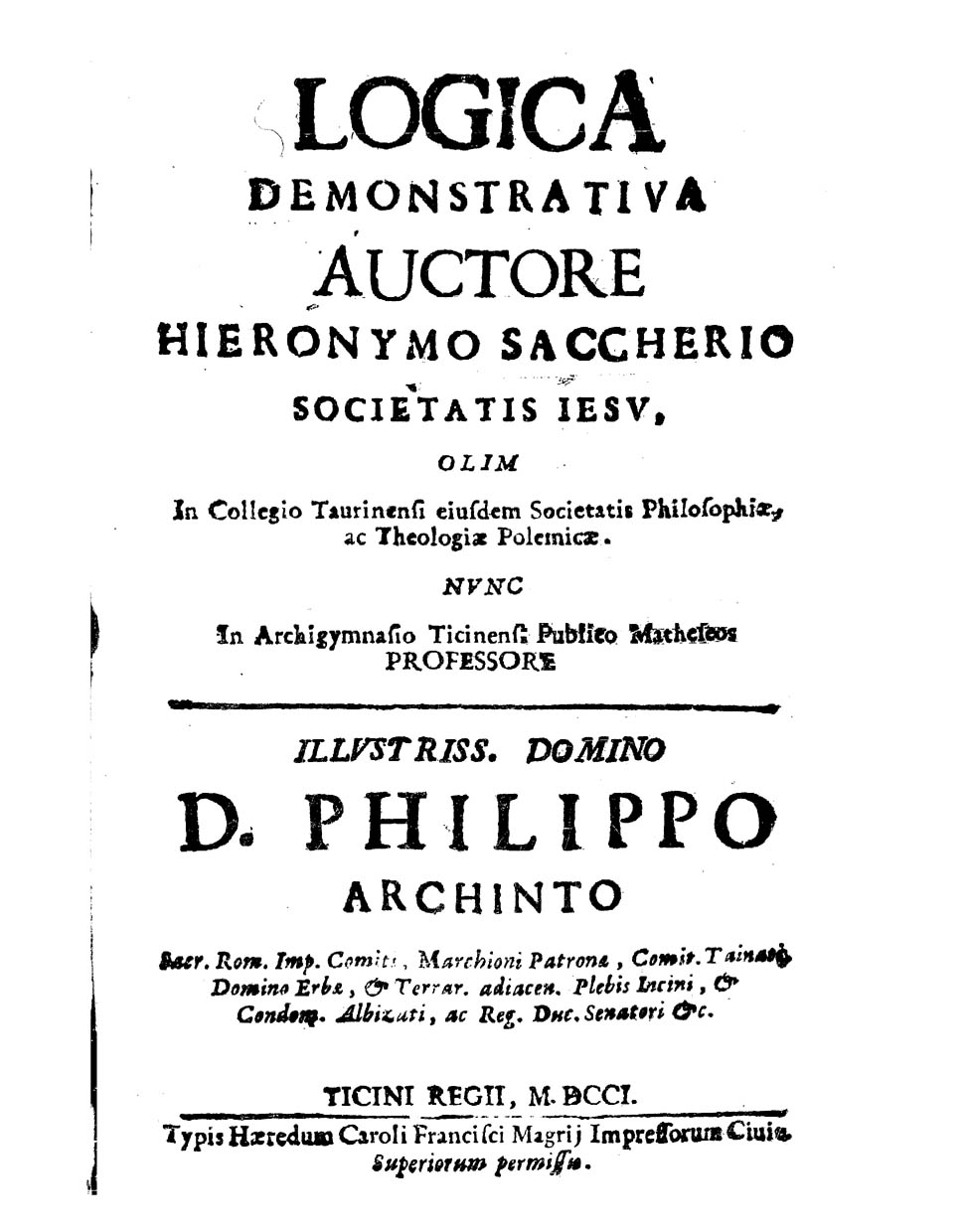
Logica demonstrativa, 1701

În domeniul matematicii, a publicat mai multe lucrări, printre care:
- 1693: Quaesita geometrica
- 1697: Logica demonstrativa
- 1708: Neo-statica.

Ultima din ele pune bazele studiului unui nou domeniu al geometriei: geometria neeuclidiană deschizând calea către geometria eliptică.
1. 1 2 3 4 5  Dizionario Biografico degli Italiani, accesat în 25 mai 2021
2. ↑  MacTutor History of Mathematics archive, accesat în 22 august 2017
3. ↑  Giovanni Saccheri, Brockhaus Enzyklopädie
4. 1 2  Autoritatea BnF, accesat în 10 octombrie 2015
5. ↑  „Giovanni Girolamo Saccheri”, Gemeinsame Normdatei, accesat în 27 aprilie 2014